# Ylikiiminki (quartier)
Ylikiiminki (en finnois : Ylikiiminki) est  un  quartier du district de Oulunsuu de la ville d'Oulu en Finlande.

## Description
Le district de 1345 habitants (31.12.2018) a été créé lors de la fusion de Ylikiiminki et d'Oulu le 1er janvier 2009, et il correspond à l'ancien centre urbain de Ylikiiminki et les villages de Juopuli, Karahka et Hiltukylä.
À Ylikiiminki,  se trouvent, entre autres, l'église de Ylikiiminki et le château  Vesaisenlinna.

## Galerie

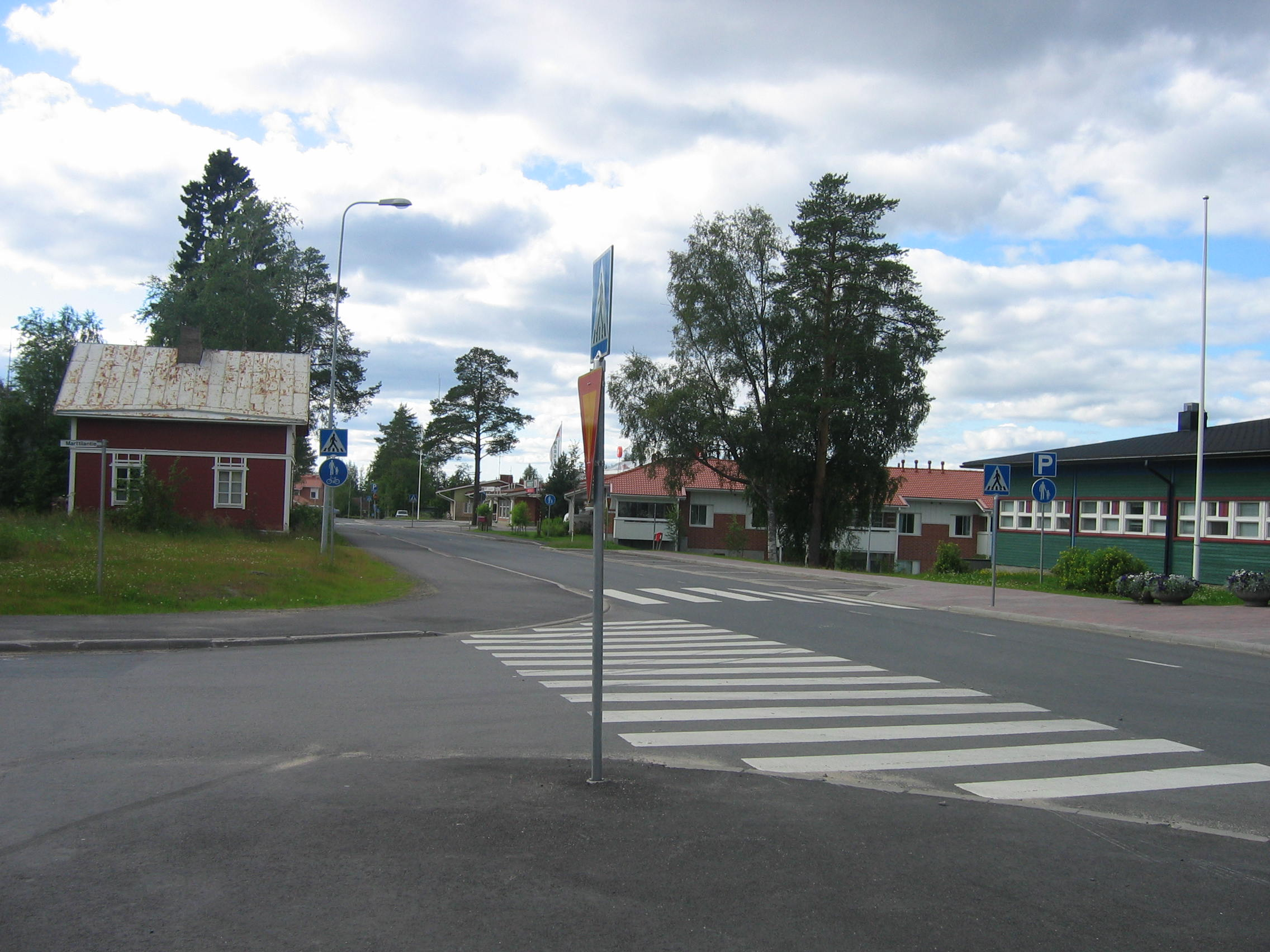
Harjutie.
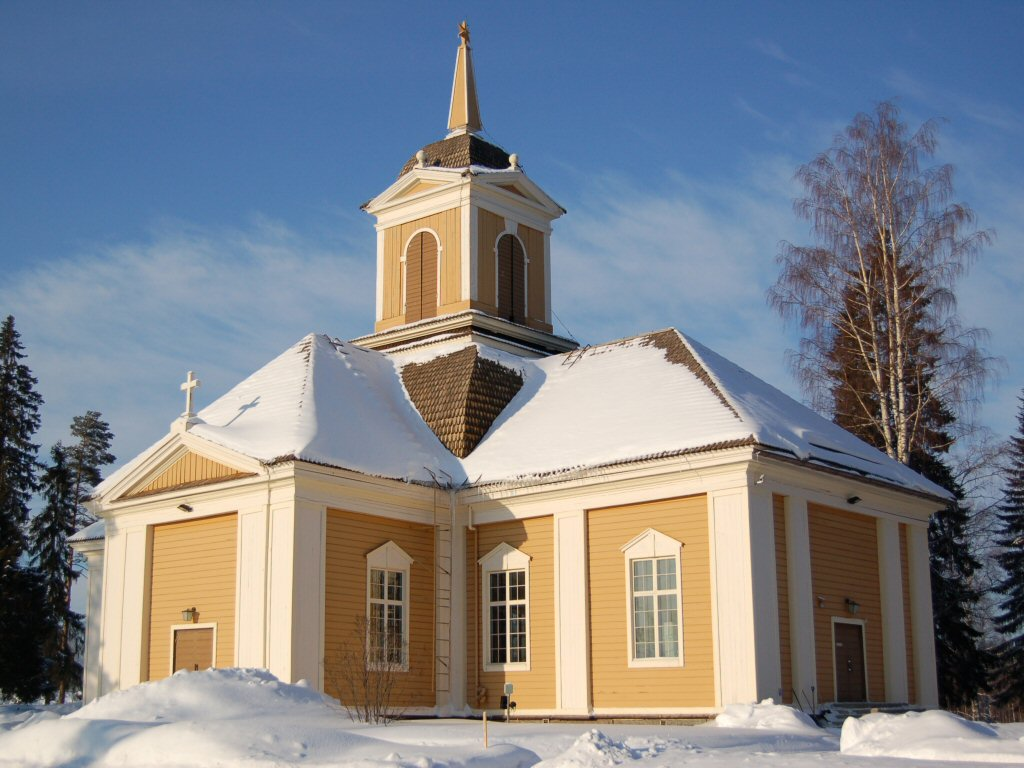
Église de Ylikiiminki
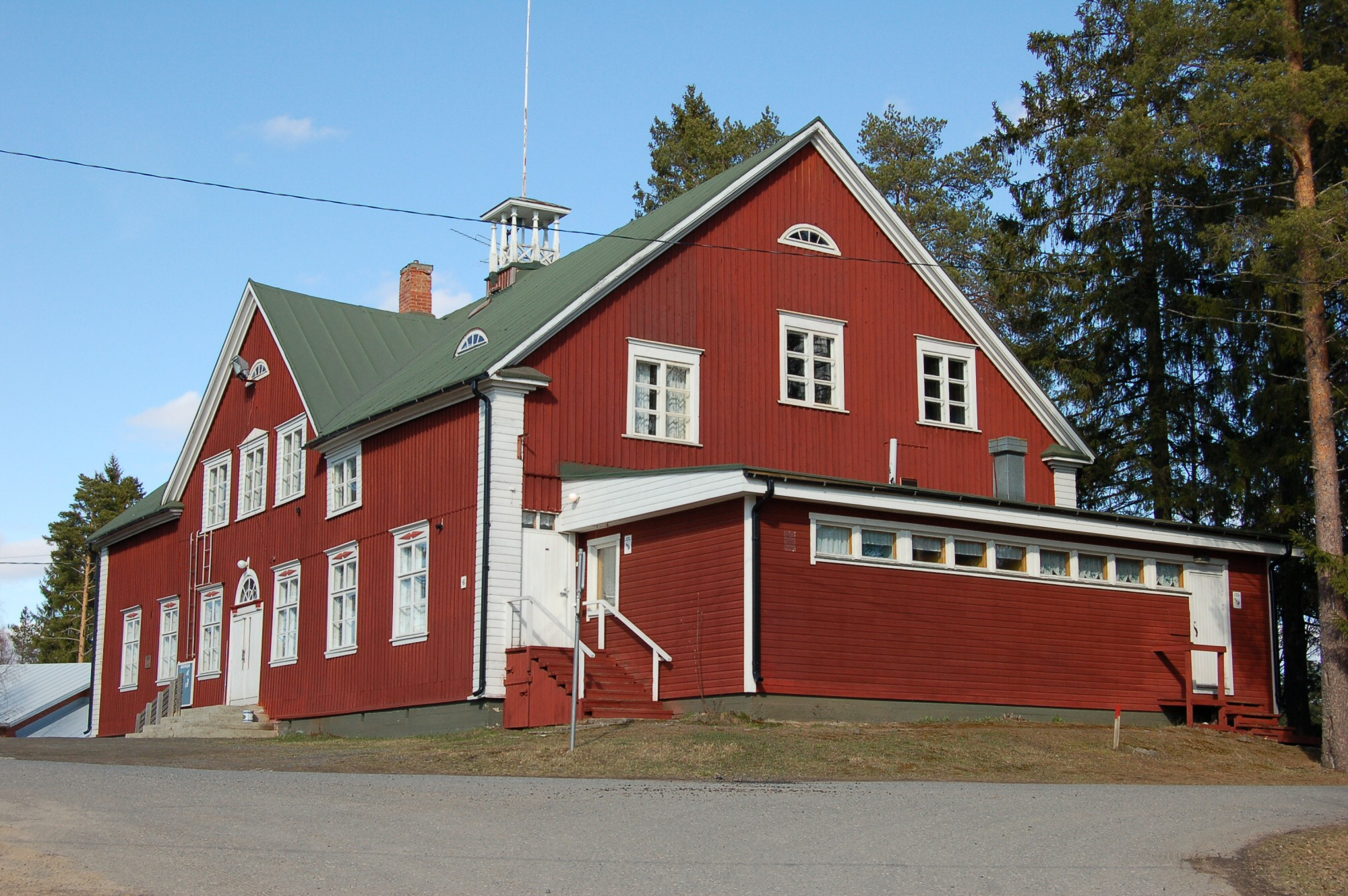
Vesaisenlinna.
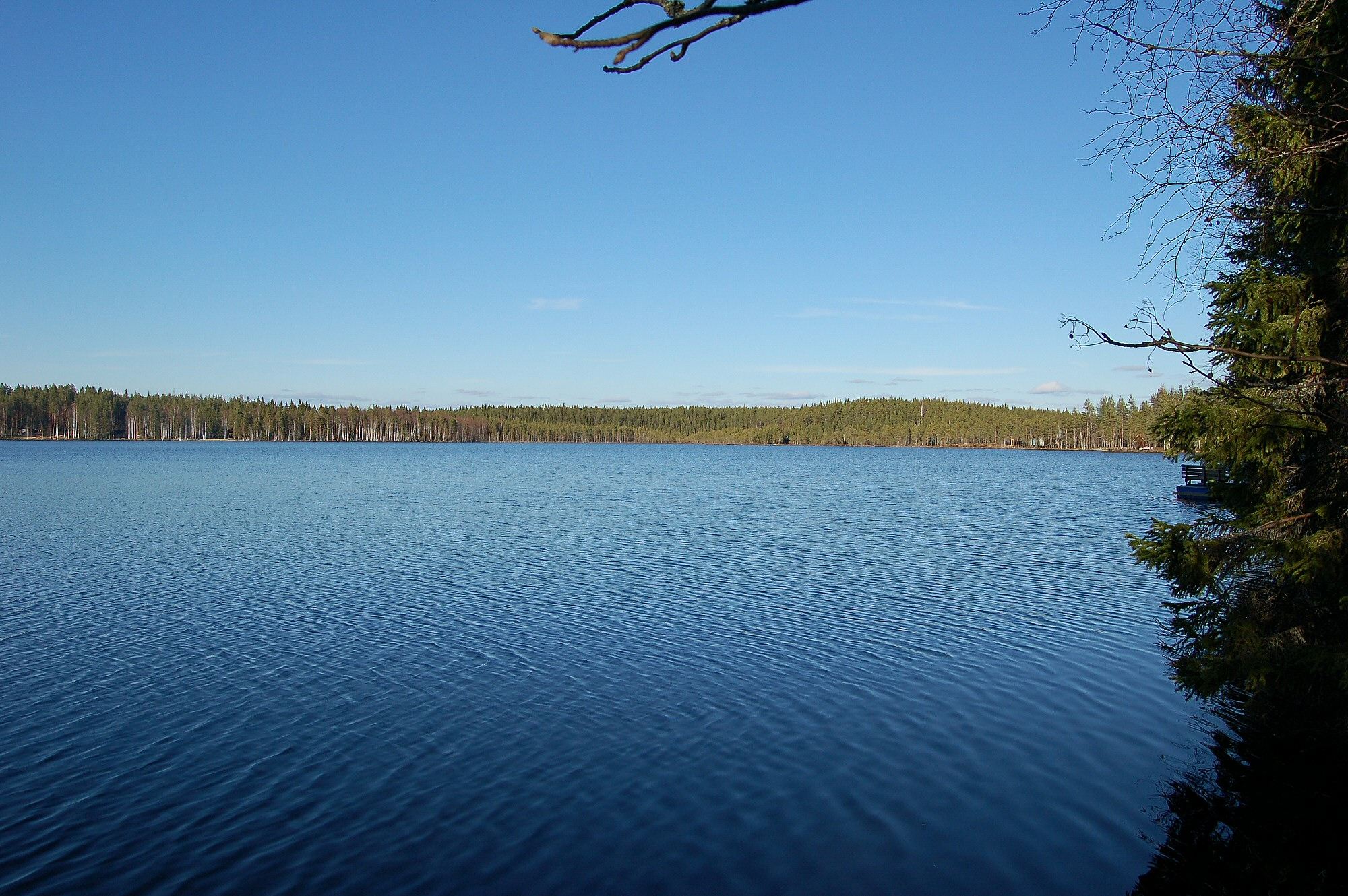
Lac Valkiainen